# Maria Alves (futebolista)
Maria Aparecida Souza Alves, mais conhecida Maria Alves (Corrente, 7 de julho de 1993), é uma futebolista brasileira, que atua como atacante. Atualmente, joga pelo ABB Fomget, da Turquia.
Foi jogadora internacional com a Seleção Brasileira de Futebol Feminino.

## Carreira
A piauiense começou a jogar bola aos 7 anos de idade no interior do estado. Maria veio para a capital federal aos 14 anos tentar uma vida melhor. No DF, ela jogou no extinto time da Ascoop (Associação Atlética Esportiva e Recreativa dos Cooperados e Funcionários das Cooperativas do Distrito Federal). Depois de se destacar pela Ascoop, acertou com o Ipatinga (MG) em 2011, onde ficou por apenas dois meses.
Chegou ao Vitória das Tabocas (PE), em 2012.
Maria representou a Seleção sub-20 do Brasil na Copa Mundial Sub-20 de 2012.
Em 2013, disputou o primeiro Campeonato Brasileiro de Futebol Feminino, com o Centro Olímpico, estreando no dia 23 de outubro, entrando aos 65 minutos da vitória por 5-1 contra o Tuna Luso. Ela fechou a temporada com a participação em 7 jogos e o título do campeonato nacional.
Em 2014, mudou-se para o São José, mas ficou no banco em um ano que terminou com vitórias no Campeonato Paulista, na Libertadores e no Mundial Feminino.
No ano seguinte, foi jogar no Santos, estreando no campeonato em 9 de setembro de 2015, quando marcou gol aos 25 minutos na vitória em casa contra o Pinheirense por 4 a 0.
Debutou com a seleção adulta do Brasil em 4 de julho de 2017, em um amistoso em Sandhausen, entrando no lugar de Rosana após o intervalo, na derrota por 3 a 1 contra a Alemanha. Em outubro de 2017, esteve na Seleção durante a Copa CFA Yongchuan.
Em sua primeira passagem pelas Sereias da Vila, entre os anos de 2015 e 2019, marcou 27 gols em 145 jogos, conquistando o Campeonato Brasileiro de 2017 e o Campeonato Paulista de 2018. No final de agosto de 2019, deixou o clube brasileiro.
Em outubro de 2019, foi convocada pela técnica Pia Sundhage para os dois jogos amistosos do Brasil na Europa, diante da Inglaterra e da Polônia.
Mudou-se pela primeira vez para o exterior, para a Itália, assinando com o Juventus. Foi a primeira brasileira do time feminino da Juve. Estreou com a camisa preta e branca no dia 14 de setembro de 2019, no primeiro dia do campeonato, na vitória em casa por 2 a 1 sobre o Empoli. Marcou seu primeiro gol na Série A em 13 de Outubro, na vitória por 3-1 contra o Florentia S.G. Permaneceu dois anos em Turim, participando nas vitórias de dois Scudetti e duas Supertaças da Itália.
Após a experiência italiana, em maio de 2021, retornou ao Brasil e se instalou no Palmeiras. No Verdão foram 17 jogos (cinco como titular), com cinco gols anotados e três assistências entre Brasileirão e Campeonato Paulista.
Em janeiro de 2022, foi pro Flamengo. A atleta disputou 26 partidas com a camisa do Mengão, marcou seis gols e deu seis assistências e conquistou o título da Ladies Cup.
Em janeiro de 2024, retorna às Sereias da Vila após quatro anos. Em agosto de 2024, rescindiu com o Santos e foi contratada pelo ABB Fomget, da Turquia, que comprou os direitos da atleta para a disputa da temporada 2024/25.

## Estatísticas

### Clubes
| Clube           | País   | Ano             |
| --------------- | ------ | --------------- |
| Vitória         | Brasil | 2012            |
| Centro Olímpico | Brasil | 2013            |
| São José        | Brasil | 2014            |
| Santos          | Brasil | 2015 - 2019     |
| Juventus        | Itália | 2019 - 2021     |
| Palmeiras       | Brasil | 2021 - presente |

## Prêmios

### Títulos nacionais
| Título               | Clube           | País   | Ano     |
| -------------------- | --------------- | ------ | ------- |
| Brasileirão Feminino | Centro Olímpico | Brasil | 2013    |
| Brasileirão Feminino | Santos          | Brasil | 2017    |
| Campeonato Paulista  | Santos          | Brasil | 2018    |
| Copa Itália          | Juventus        | Itália | 2018-19 |
| Supercopa de Itália  | Juventus        | Itália | 2019    |
| Série A              | Juventus        | Itália | 2019-20 |
| Supercopa de Itália  | Juventus        | Itália | 2020    |
| Série A              | Juventus        | Itália | 2020-21 |

### Títulos internacionais
| Título                                      | Clube    | País   | Ano  |
| ------------------------------------------- | -------- | ------ | ---- |
| Campeonato Internacional de Clubes Feminino | São José | Japão  | 2014 |
| Copa Libertadores Feminina                  | São José | Brasil | 2014 |

(*) Incluindo a Seleção Brasileira.